# Giovanni Domenico Ferretti
Pour les articles homonymes, voir Ferretti.
Giovanni Domenico Ferretti ou Giandomenico d’Imola (Florence, 15 juin 1692 - 18 août 1768) est un peintre italien de l'école florentine de la période rococo.

## Biographie
Fils d'Antonio Ferretti et de Margherita Gori, il est initié à la peinture à Imola, en Émilie-Romagne, par Francesco Chiusuri .
Il complète sa formation à Bologne dans l'atelier de Felice Torelli et de sa femme. Selon son contemporain Giovanni Camillo Sagrestani, il eut la chance de rencontrer sur sa route un maître de grande envergure comme le bolonais Giuseppe Maria Crespi  .
Revenu à Florence avec une lettre de recommandation du cardinal de Gozzadini auprès de Cosme III de Médicis, il entre dans l'atelier de Tommaso Redi et de Sebastiano Galeotti. Il rejoint l'Académie du dessin de Florence en 1715 où il y enseignera la peinture .
A près un séjour à Imola (1718-1720), il retourne en Toscane où il travaille surtout à Pistoia jusqu'en 1725 .
Des années 1730 aux années 1750 il se consacre essentiellement à des travaux de fresques pour des lieux de culte, à Pistoia mais surtout à Florence.

## Œuvre

### Fresques
Une de ses premières commandes de fresque est pour l'ancienne église de Sainte Claire à Florence, en 1715.
Certaines de ses fresques ont été influencées par celles colorées de Sebastiano Ricci du Palazzo Marucelli. L'un de ses travaux les plus importants est la décoration du plafond de l'église Santa Maria del Carmine, détruite ensuite par un incendie. Il travaille pour la chapelle San Giuseppe au Duomo. 
De 1720 à 1725 séjour à Pistoia
- Couvent des S.S. Annunziata
- Basilique Notre-Dame de l'humilité
- celles de la coupole du Dôme de Pistoia lui sont également attribuées
- Palazzo Marchetti
- Palazzo Amati Cellesi
- Villa Puccini

Des années 1730 aux années 1750
- Église Santi Prospero e Filippo (it) de Pistoia

et à Florence :
- Église d'Ognissanti
- Église San Salvatore al Vescovo, l'autel et la coupole ( Transfiguration )
- Oratoire San Niccolò del Ceppo (1734)
- Badia Fiorentina, le choeur (1733-1734)

Autres œuvres pour des églises
- Pieve S. Maria Assunta - Quarrata,  Assomption de la Vierge
- Abbazia dei Santi Giusto e Clemente (it) - Volterra,  Visite de Sainte Elizabeth
- Église San Lorenzo - Château de Montegufoni près de Montespertoli, fresques
- Duomo - Pontremoli (MS),  Naissance de la Vierge
- Église de la Sacra Famiglia -  Marina di Carrara,  Les Sept Saints Fondateurs
- Confraternita de la Misericora - San Giovanni Valdarno,  Le Christ et la femme adultère
- Musée de la Cathédrale - Malte,  Saint Jean le Baptiste
- Église de la Santissima Annunziata (it) - Livourne, Annonciation.

Il décore aussi d'autres villas telles que la Villa la Magia à Quarrata en 1715, les palais Non Finito et Taddei, le Palazzo Chigi Sansedoni à Sienne, le Palazzo dei Priori à Volterra ( Adoration des mages ) , le Palazzo Cevoli à Pise, le Palazzo Panciatichi à Florence, la Villa Flori à Pescia et le Plazzo Roffi à Florence (1755-1760).

### Tableaux
- Autoportrait, 1719, Musée des Offices, Florence
- Dame en habit de Diane, Musée de l'Académie étrusque de Cortone

Pendant son séjour à Pistoia de 1720 à 1725, simultanément à son travail des fresques, il réalise des tableaux pour les communes d'Impruneta, de Castiglion Fiorentino (L'Extase de sainte Catherine de Sienne et de sainte Thérèse d'Avila, Pinacothèque communale), de Montelupo et de Faenza.
- Annonciation, Museo Civico - Prato,
- Conversation sacrée , Museo Civico - Volterra,
- Le Transport des ossements de S. Guido , 1752, Museo dell'Opera del Duomo (Pise)
- Sainte famille avec le petit saint Jean , Pinacothèque - Budrio
- Enlèvement d'Europe, Chambre des députés - Rome

Il conçoit également des tapisseries pour les Médicis dont L'Enlèvement d'Europe, 1728-1737, huile sur toile, 147 × 205 cm, Musée des Offices. Projet pour une série consacrée aux Quatre éléments commandée par la Manufacture de tapisseries grand-ducale.

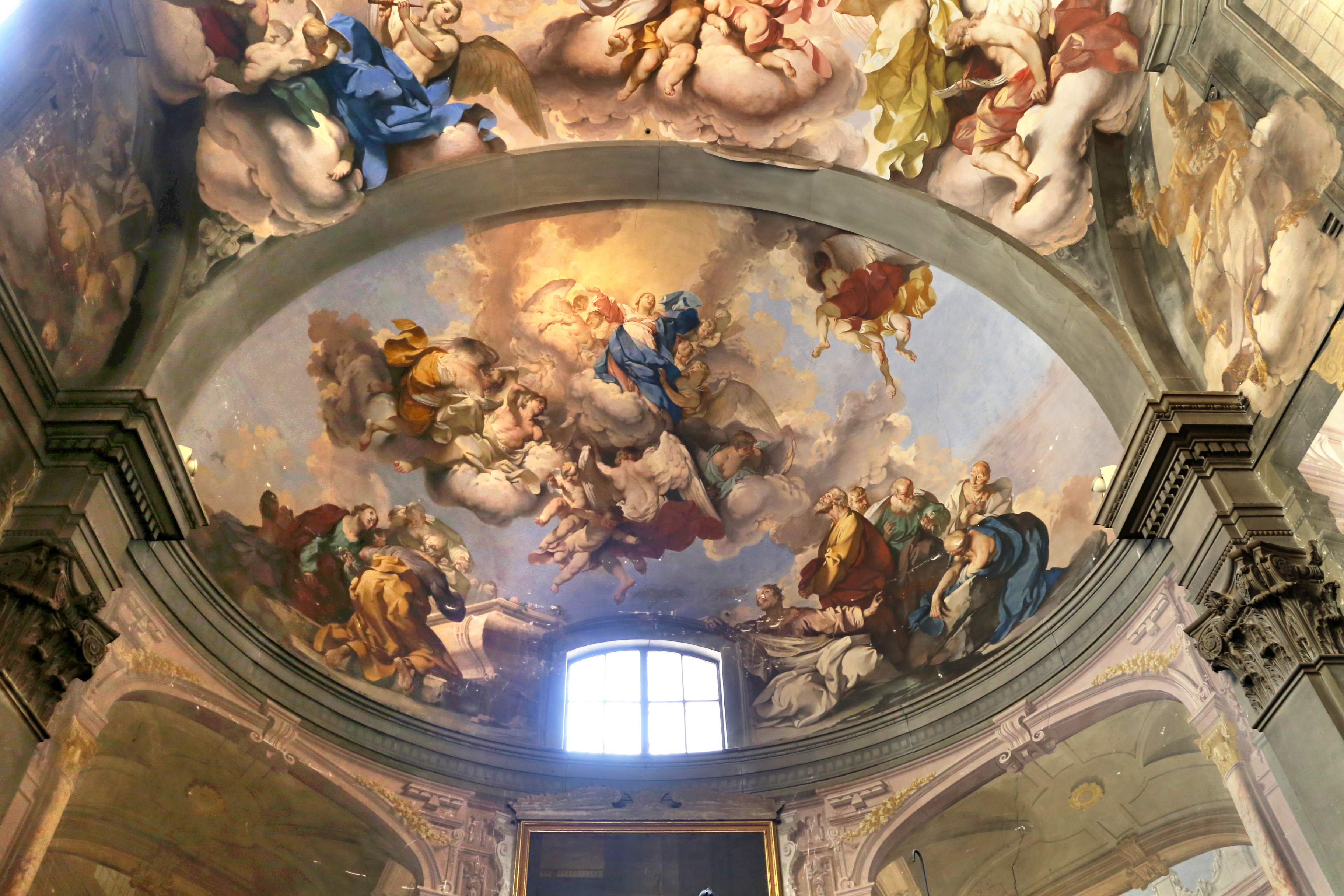
Chœur de la Badia Fiorentina 1733-1734
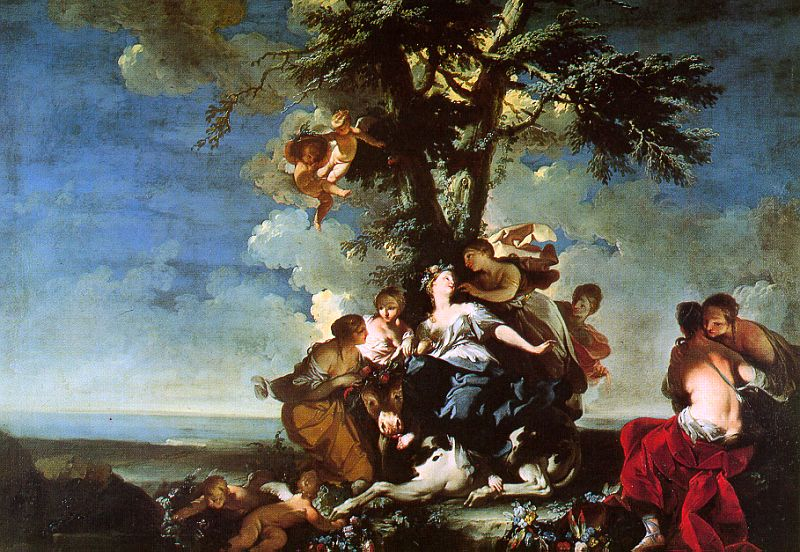
Enlèvement d'Europe, 1728-1737 Musée des Offices
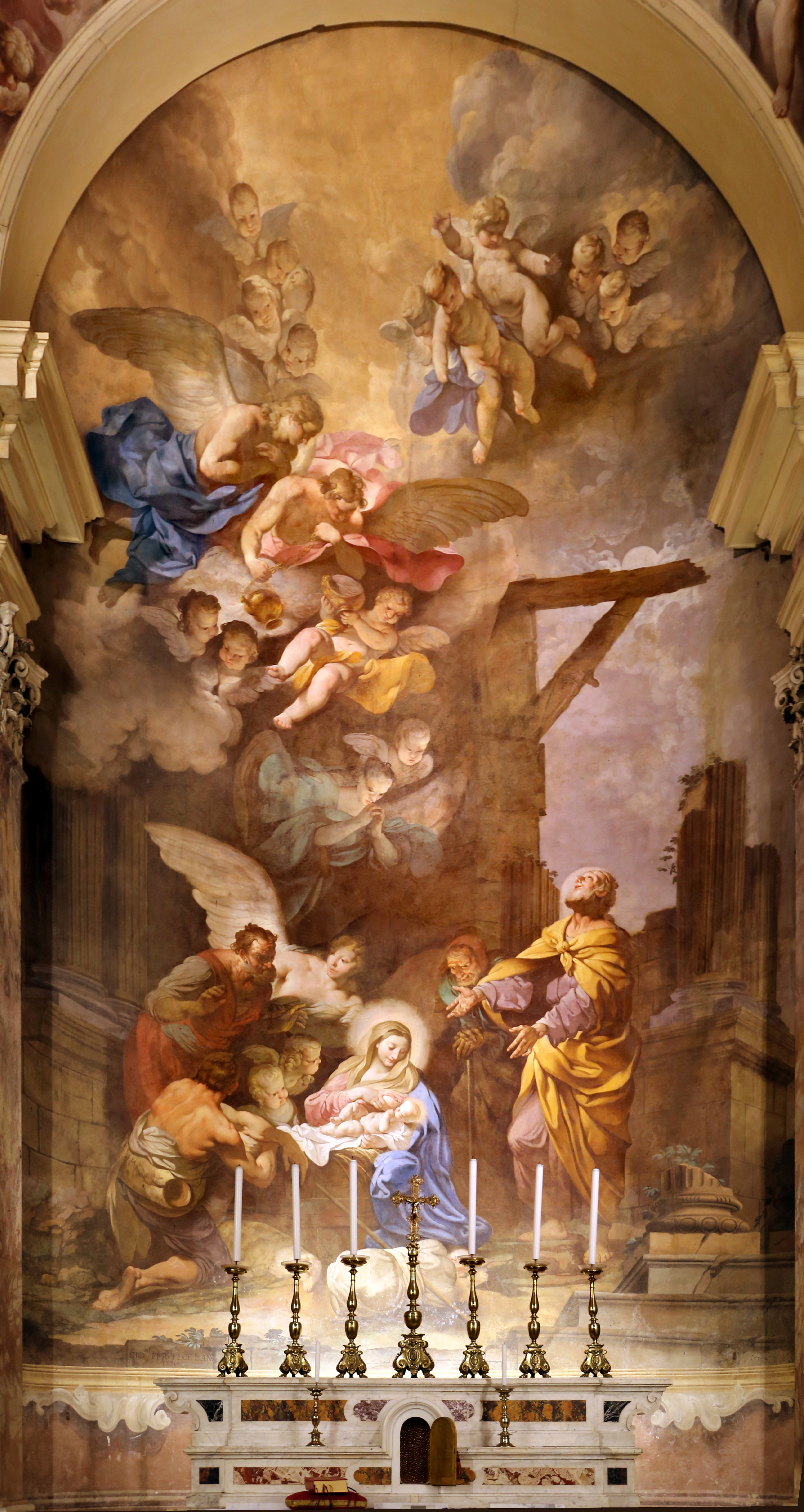
San Salvatore al Vescovo 1738
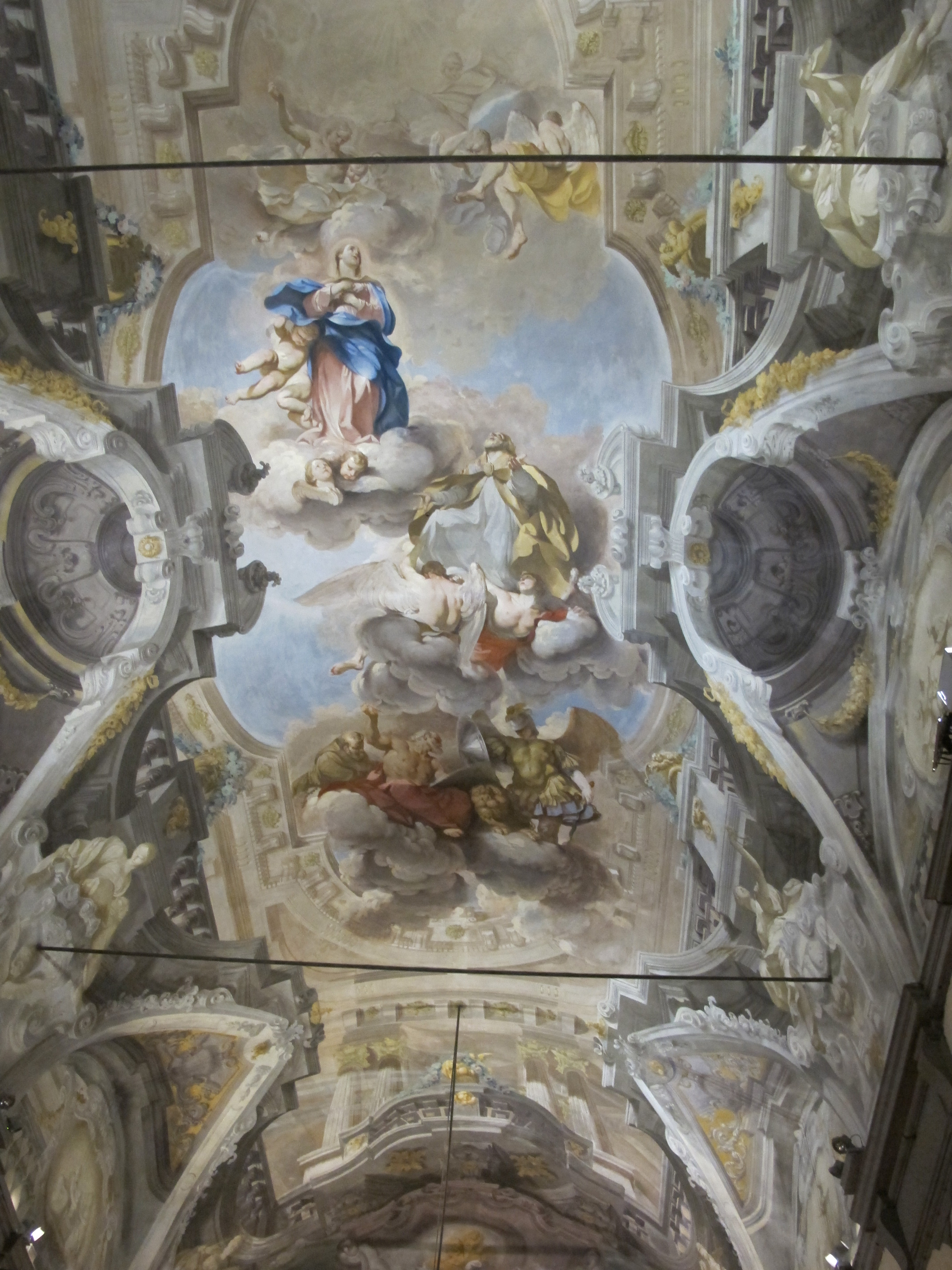
Oratoire San Niccolò del Ceppo 1734.